# Saint-Martin-sur-le-Pré
Saint-Martin-sur-le-Pré är en kommun i departementet Marne i regionen Grand Est (tidigare regionen Champagne-Ardenne) i nordöstra Frankrike. Kommunen ligger i kantonen Châlons-en-Champagne 2e Canton som tillhör arrondissementet Châlons-en-Champagne. År 2022 hade Saint-Martin-sur-le-Pré 794 invånare.

## Befolkningsutveckling
Antalet invånare i kommunen Saint-Martin-sur-le-Pré
| Referens: INSEE |